# St. Pölten Hauptbahnhof

Der Hauptbahnhof 1908

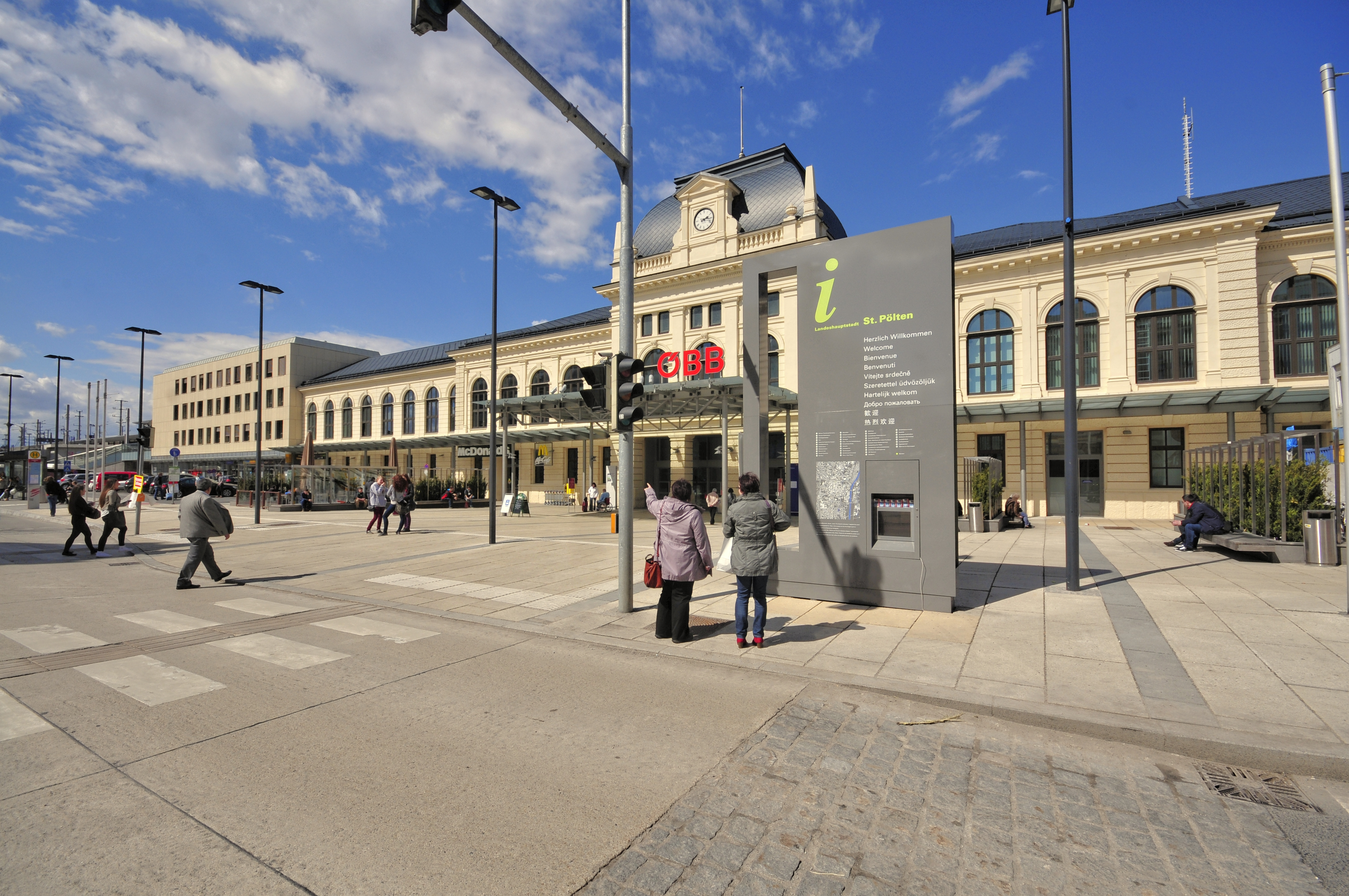
Gesamtansicht

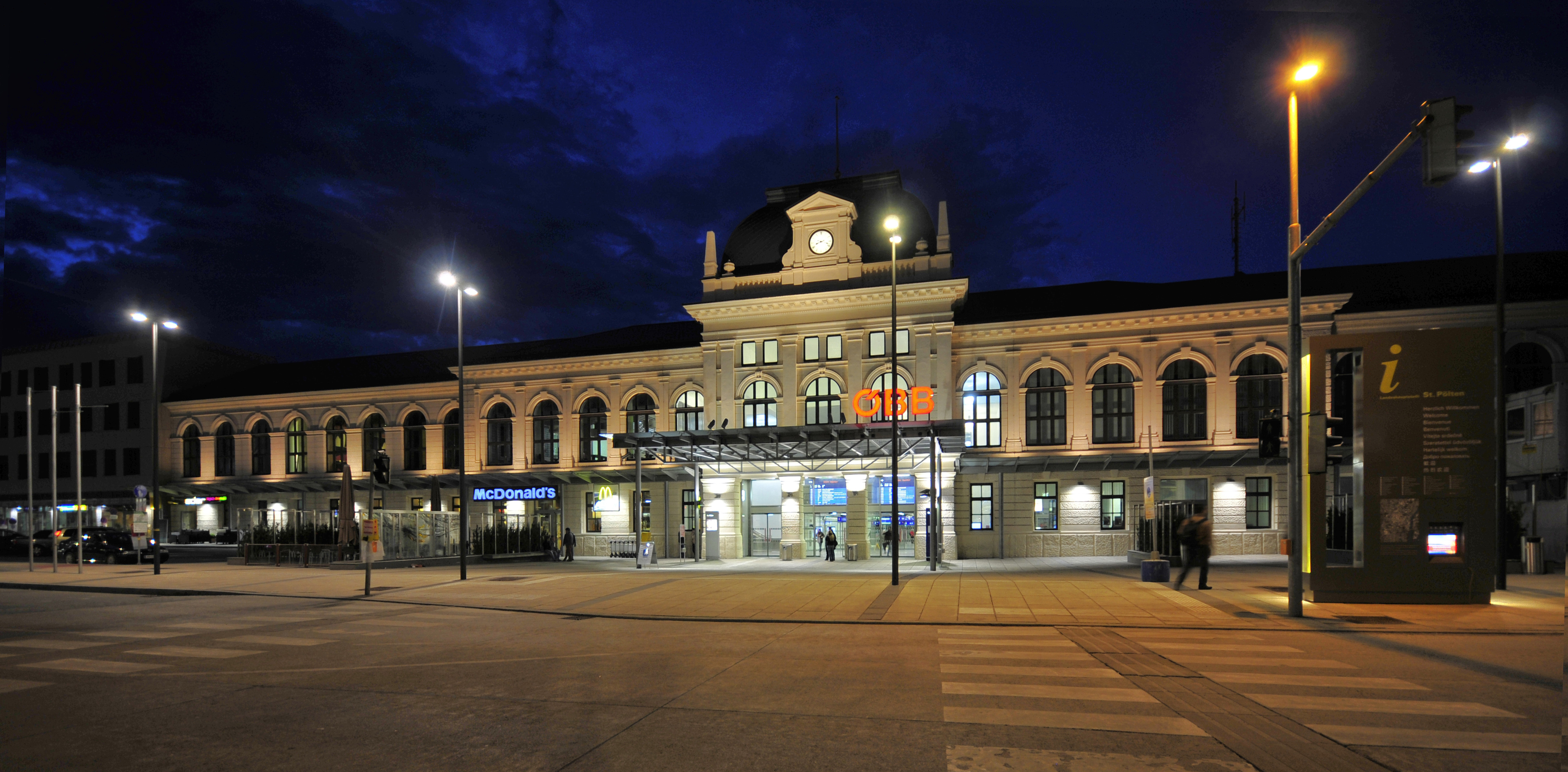
Bahnhof bei Nacht

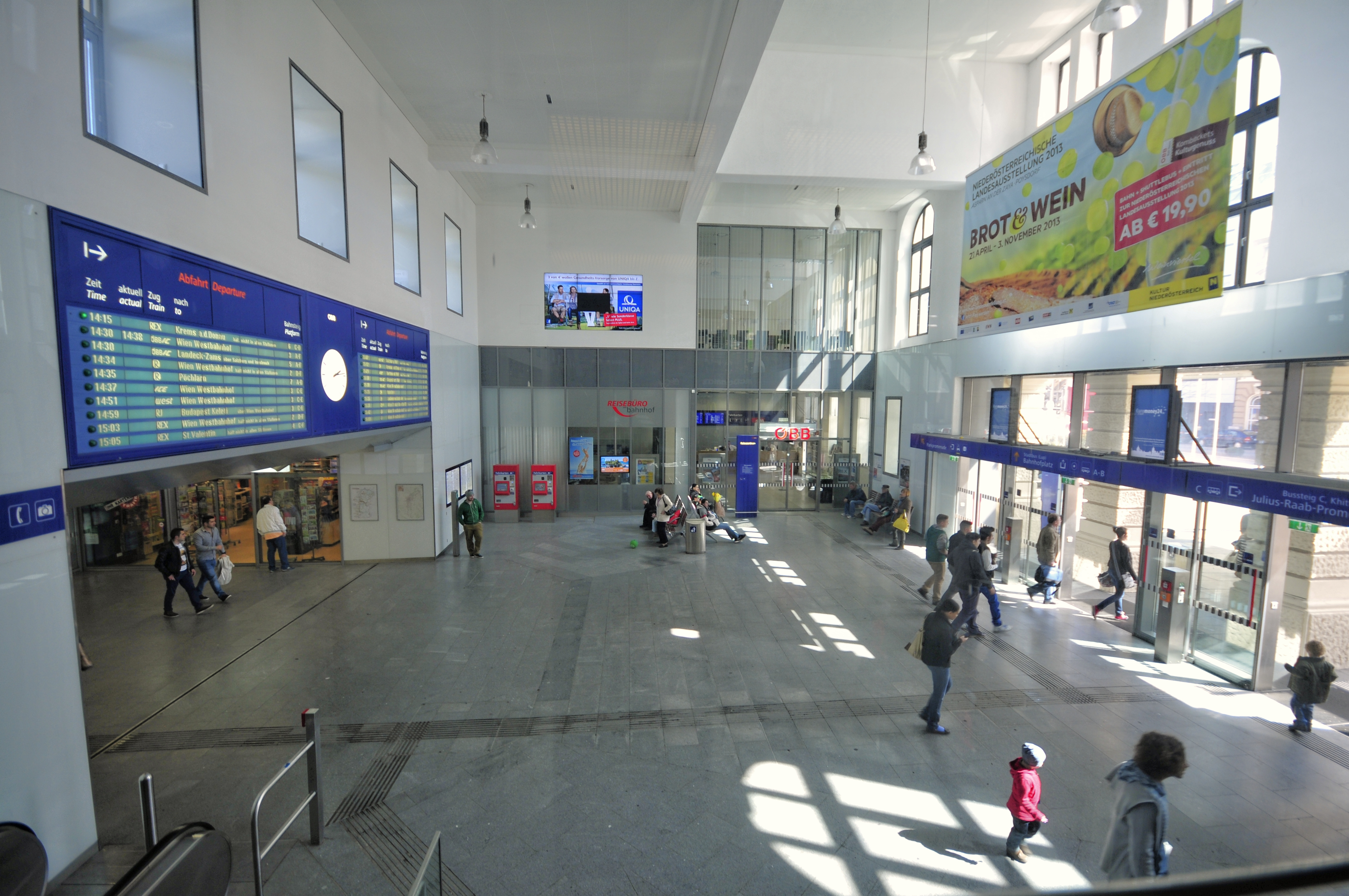
Empfangshalle 2013

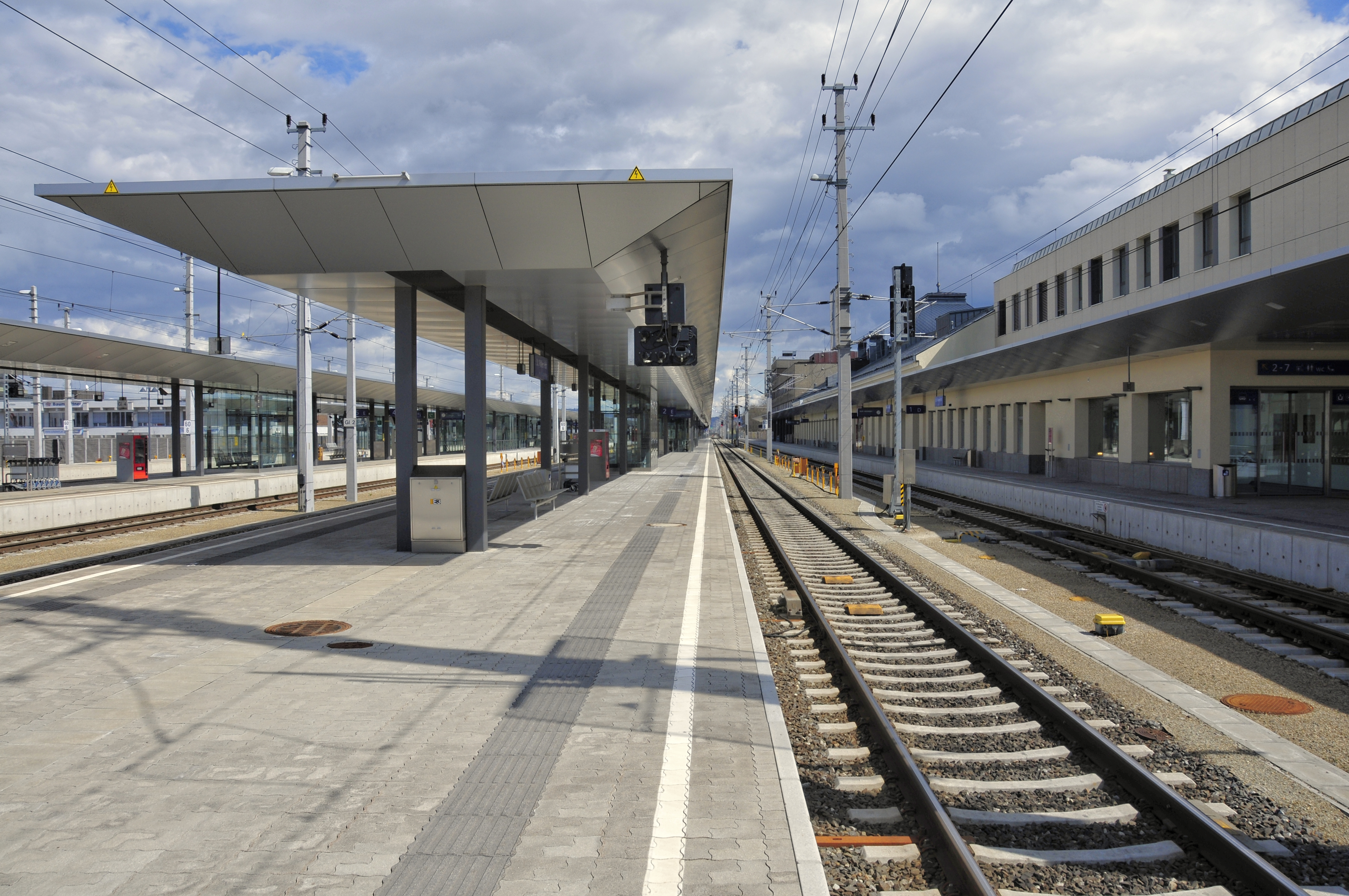
Bahnsteige 2013

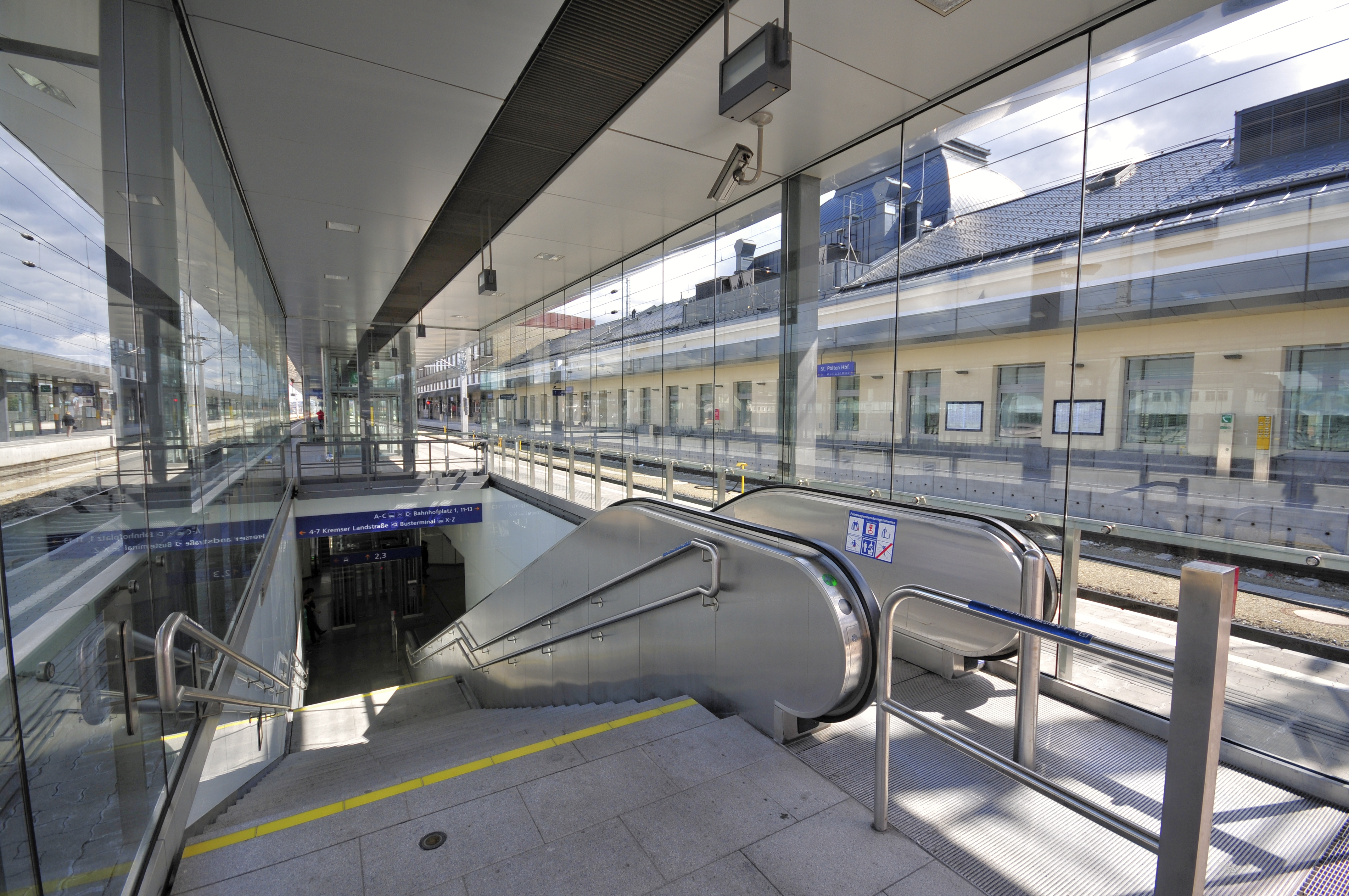
Verglaster Zugangsbereich zum Bahnsteig (2013)

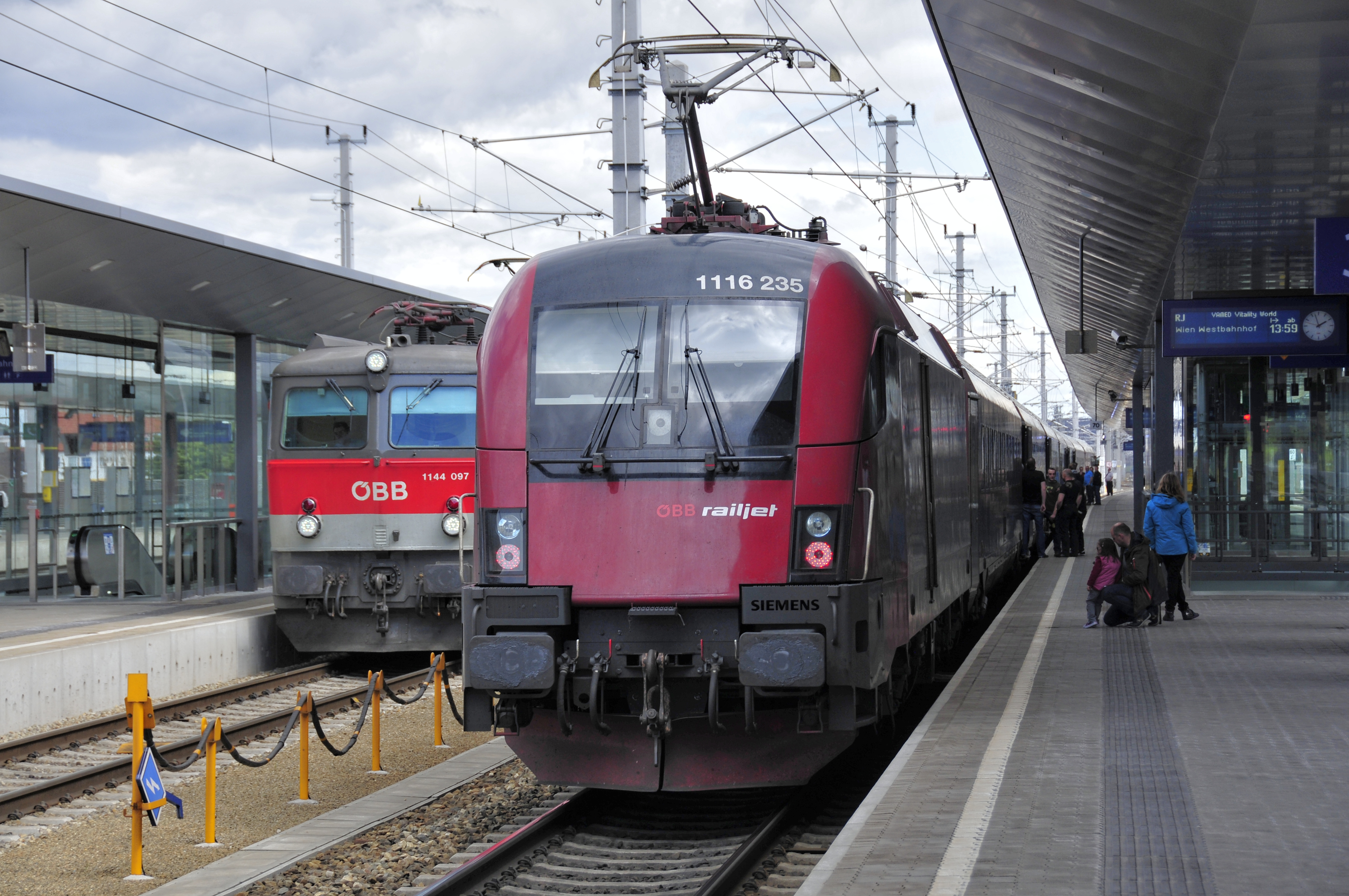
Regionalexpress und Railjet

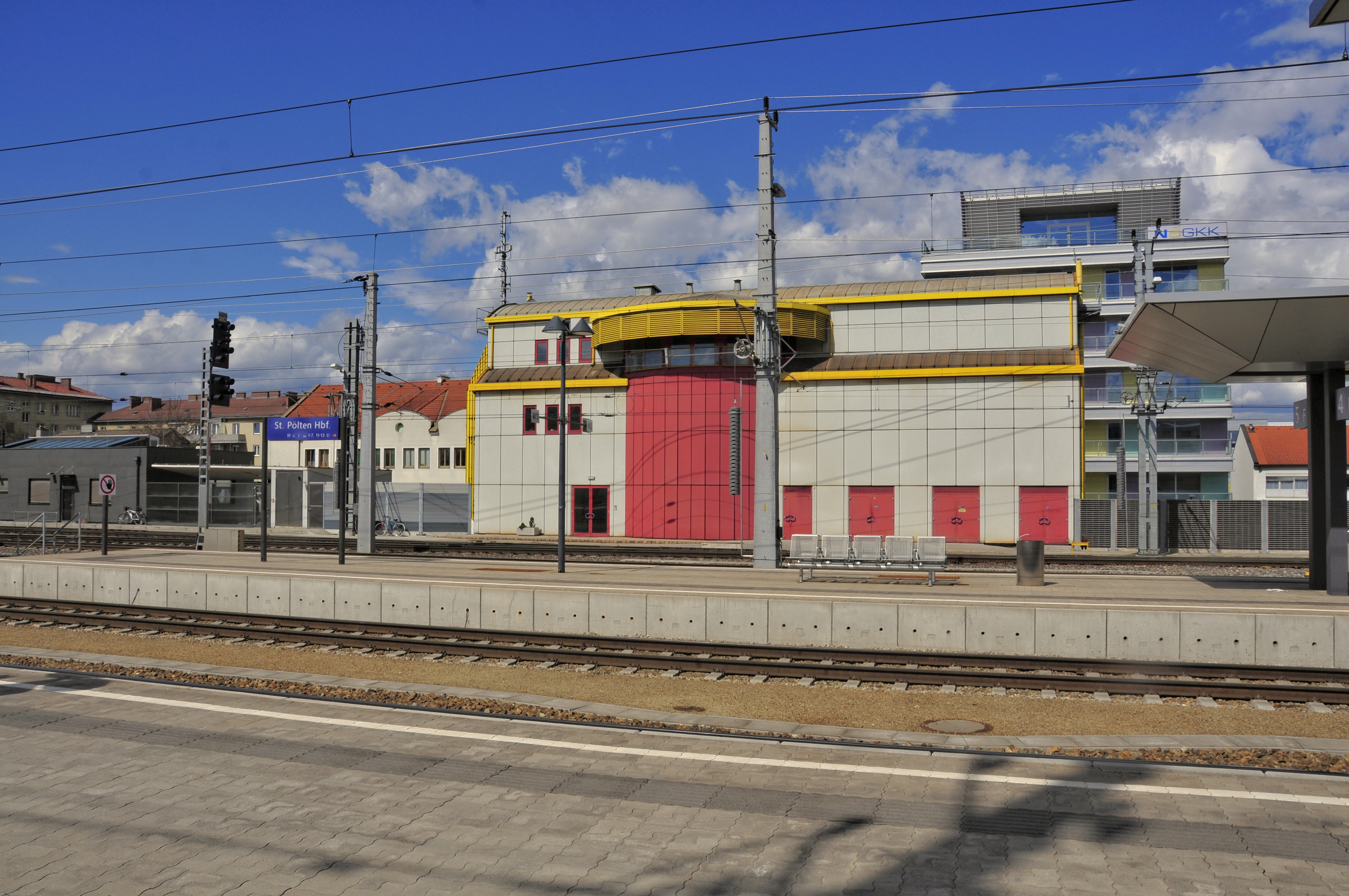
Ehemaliges Stellwerk Bahnhof St. Pölten; der Bahnhof wird seit 2018 von Wien aus ferngesteuert

St. Pölten Hauptbahnhof, abgekürzt St. Pölten Hbf, ist ein Durchgangsbahnhof und Bahnknotenpunkt im niederösterreichischen St. Pölten. Er liegt an der 1858 eröffneten Westbahn und ist Ausgangspunkt zahlreicher Bahnstrecken.

## Geschichte
Nach dem Baubeschluss der „Kaiserin-Elisabeth-Westbahn“ 1851 erfolgte am 9. September 1856 der Spatenstich für den Hauptbahnhof St. Pölten. Der Bau des Bahnhofes bedeutete für die Stadt eine erhebliche Änderung des Weichbildes. Zuerst musste das Kremsertor dem Bahnhof weichen, bald darauf folgte die Schleifung der gesamten Stadtmauer. An ihrer Stelle wurde die heutige Promenade errichtet. Schon zwei Jahre später konnten die ersten Züge den neuen Haltepunkt benützen. 1877 ging die Bahnstrecke Leobersdorf – Kaumberg – St. Pölten (Traisentalbahn) in Betrieb, acht Jahre später die Linien nach Krems und Tulln. Nachdem zusätzliche Bahnstrecken angeschlossen waren, wurde das bisherige Gebäude zu klein, ab 1887 wurde in zweijähriger Bauzeit das heutige Aufnahmegebäude mit Durchfahrt zur Kremser Landstraße errichtet. Ab 1898 war der Bahnhof auch Ausgangspunkt der späteren Mariazellerbahn, die aber erst 1907 bis Mariazell verlängert und einige Jahre später elektrifiziert wurde. 1911 folgte die Straßenbahn St. Pölten.
Der Bahnhof wurde im Laufe der Zeit mehrmals umgebaut. Neben den umfangreichen Umbauten bis 1889 wurde nach den Bombenangriffen im April 1945 nur notdürftig renoviert. Erst in den Jahren 1965 bis 1969 wurde der westliche Teil des Bahnhofs erneuert und die historischen Eckpavillons durch Zweckbauten ersetzt, die noch heute bestehen.

### Bahnhofsumbau
Zwischen 2006 und Dezember 2011 wurde der Bahnhof im Rahmen der Bahnhofsoffensive um 190 Millionen Euro umgebaut. Dabei entstand ein neuer zentraler Personendurchgang bei der Kremser Landstraße und die Bahnsteige und Bahnsteigdächer wurden neu errichtet, der Bahnsteig der Mariazellerbahn neu asphaltiert. Erbaut wurde ein Ersatz-Straßentunnel am westlichen Rand des Bahnhofsgebäudes, der Vorplatz wurde durch die Stadt St. Pölten neu gestaltet. Auch das Bahnhofsgebäude wurde generalsaniert: Neben der Erneuerung von Dach und Fassade wurde das Gebäude innen völlig umgebaut und erhielt eine neue helle Bahnhofshalle, ein neues Reisezentrum und neue Geschäfte.
Der alte Personentunnel Nord und die alte Kassenhalle wurden im Rahmen der Bahnhofseröffnung gesperrt und durch die neue Bahnhofshalle und Passage im renovierten historischen Bahnhofshauptgebäude ersetzt. Weiters wurde mit dem neuen Personentunnel Ost ein zweiter Durchgang errichtet.
Das neue Bahnhofsgebäude wurde am 10. September 2010 eröffnet, die Gesamtfertigstellung erfolgte im Dezember 2011.

Der Bahnhof vor und im Umbau
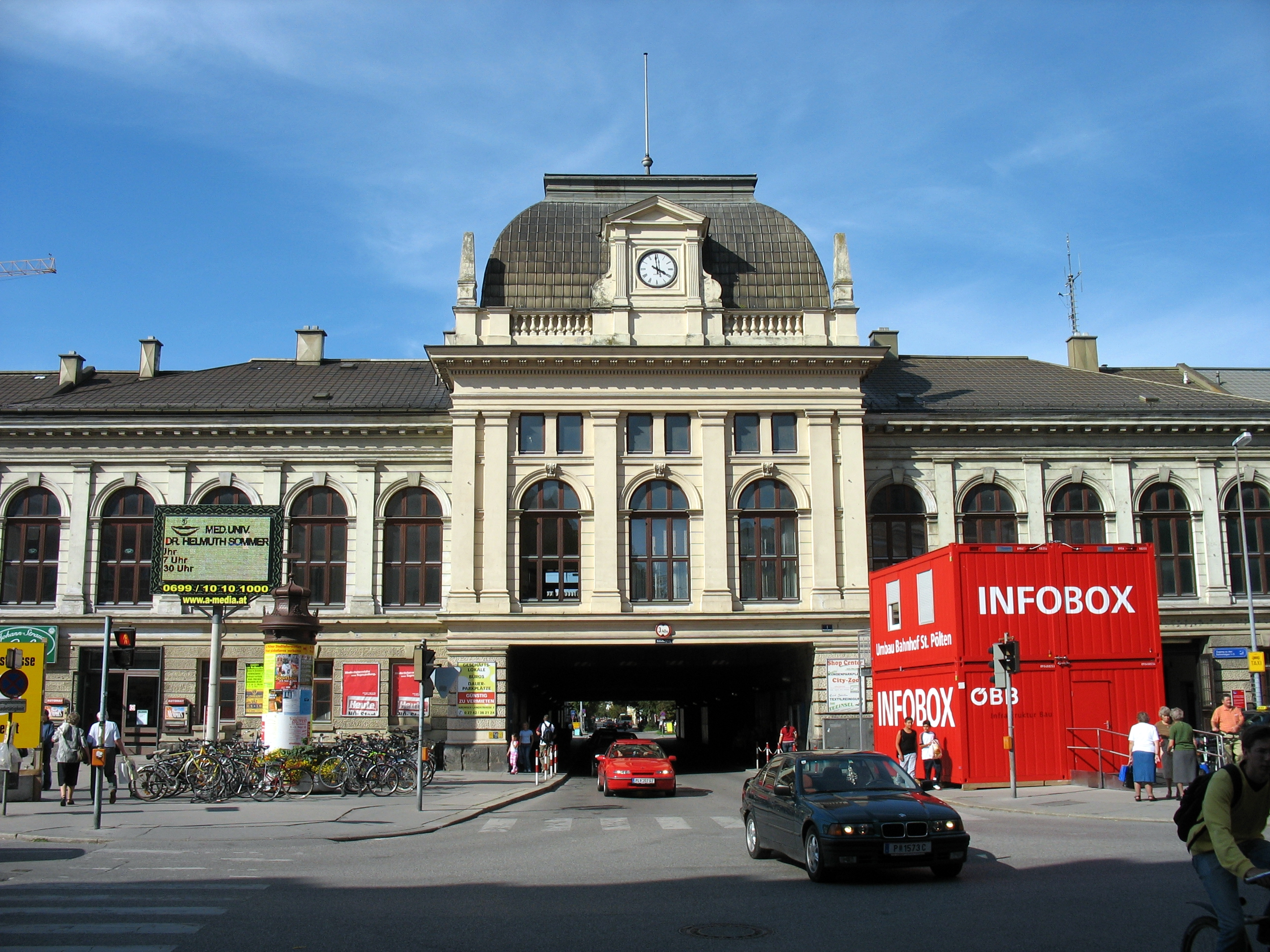
Der Bahnhof St. Pölten im Umbau (2006)
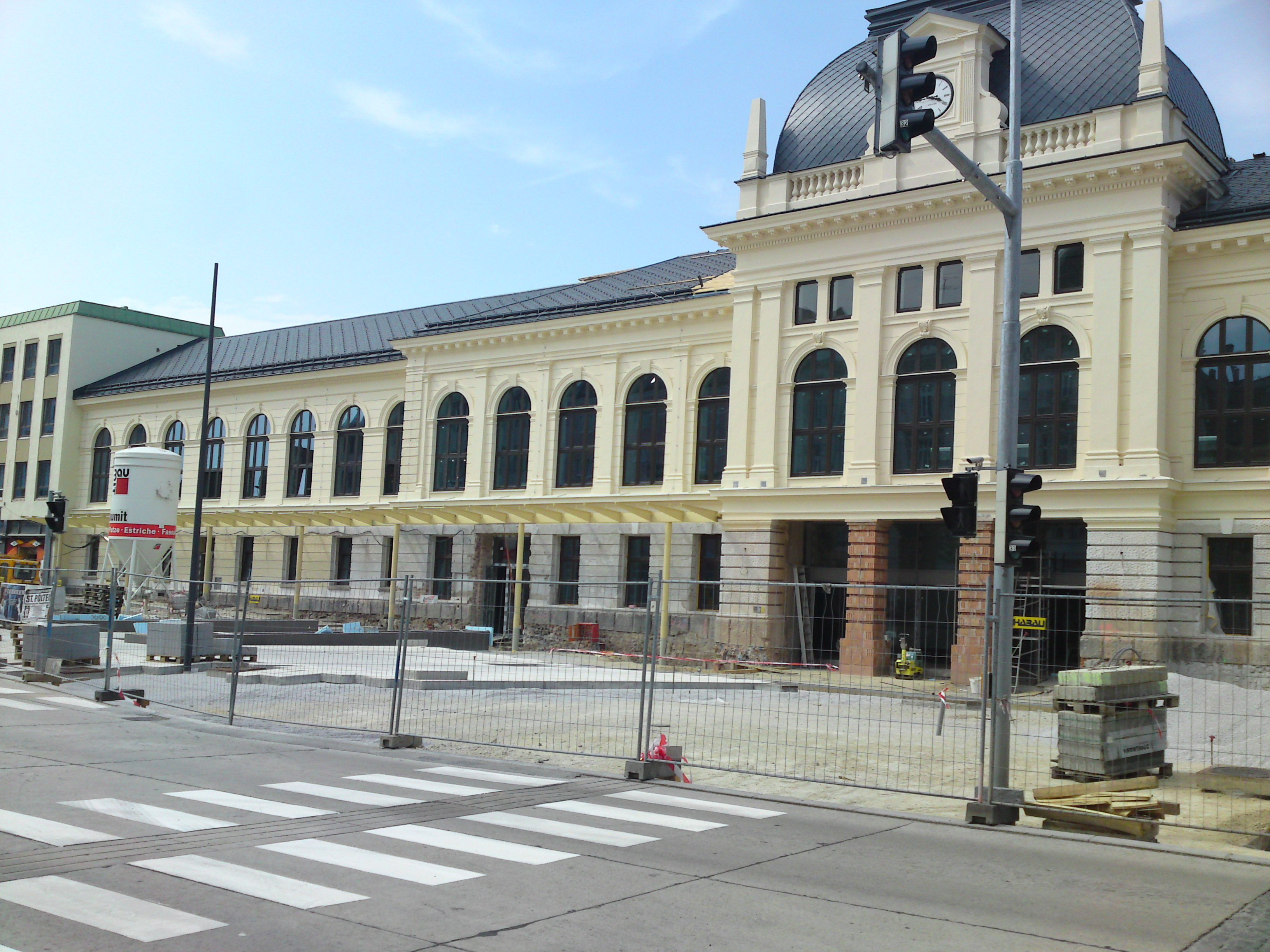
Der Bahnhof St. Pölten im Umbau (2010)
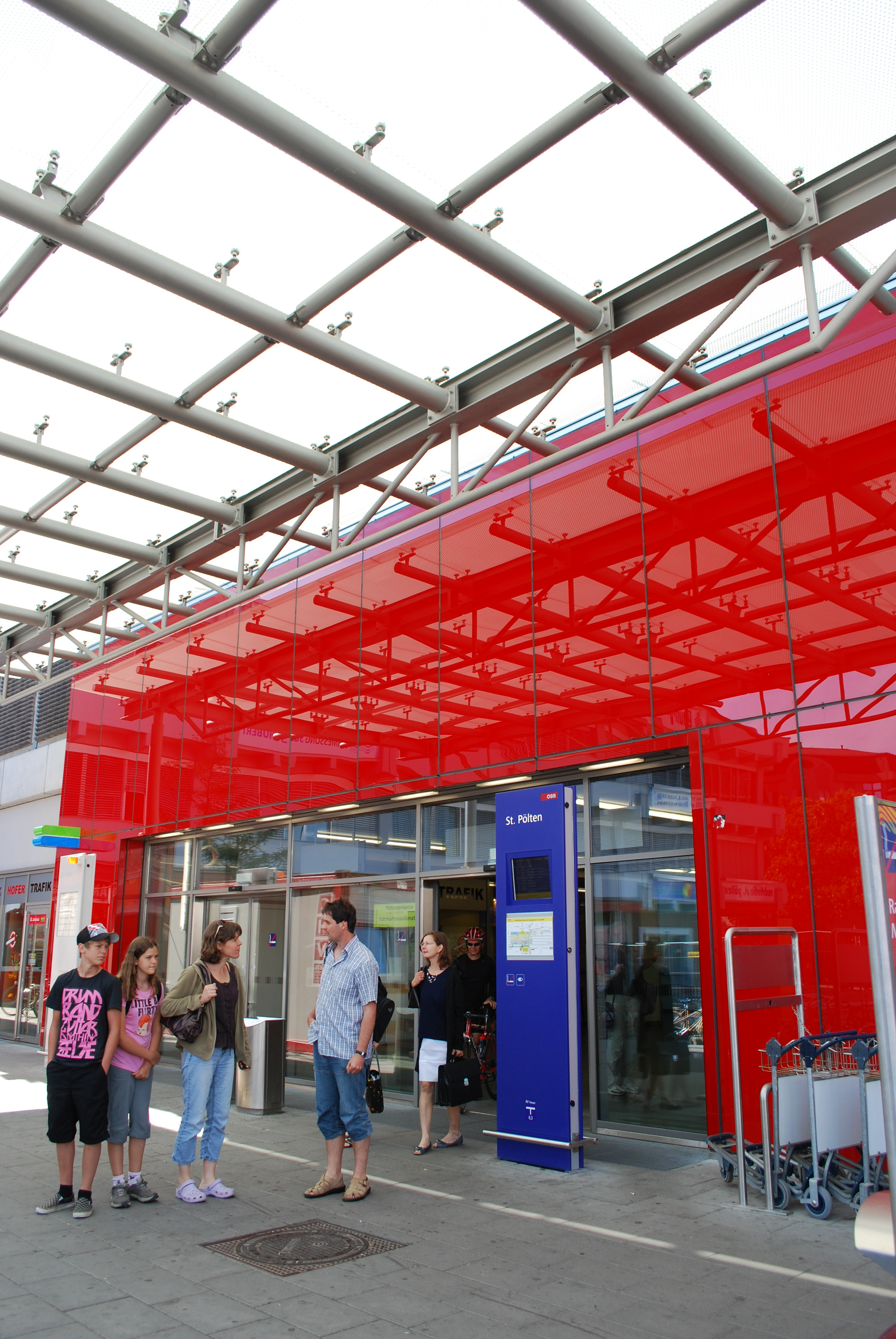
Eingang zum Hbf vom Gewerkschaftsplatz
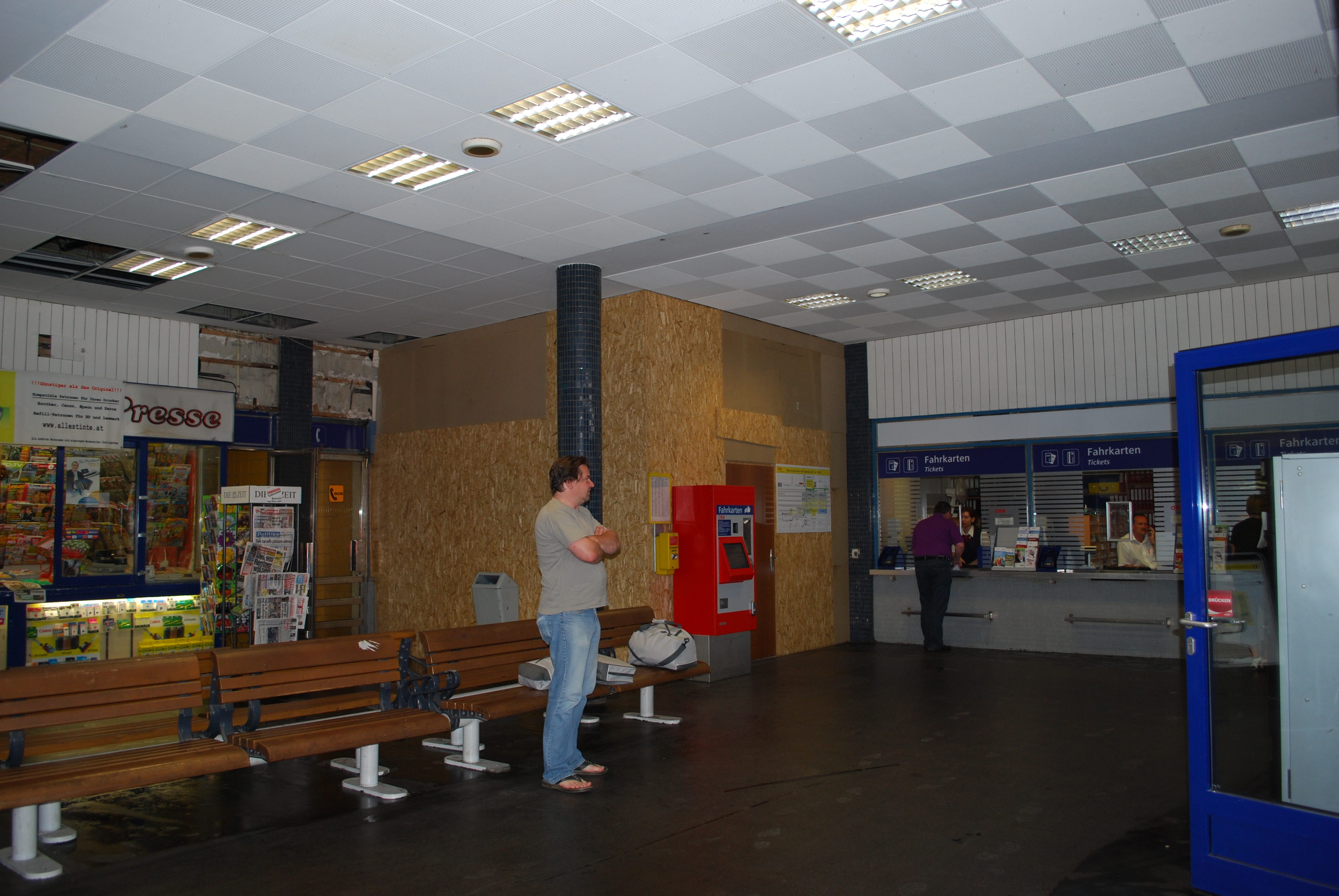
alte Kassenhalle
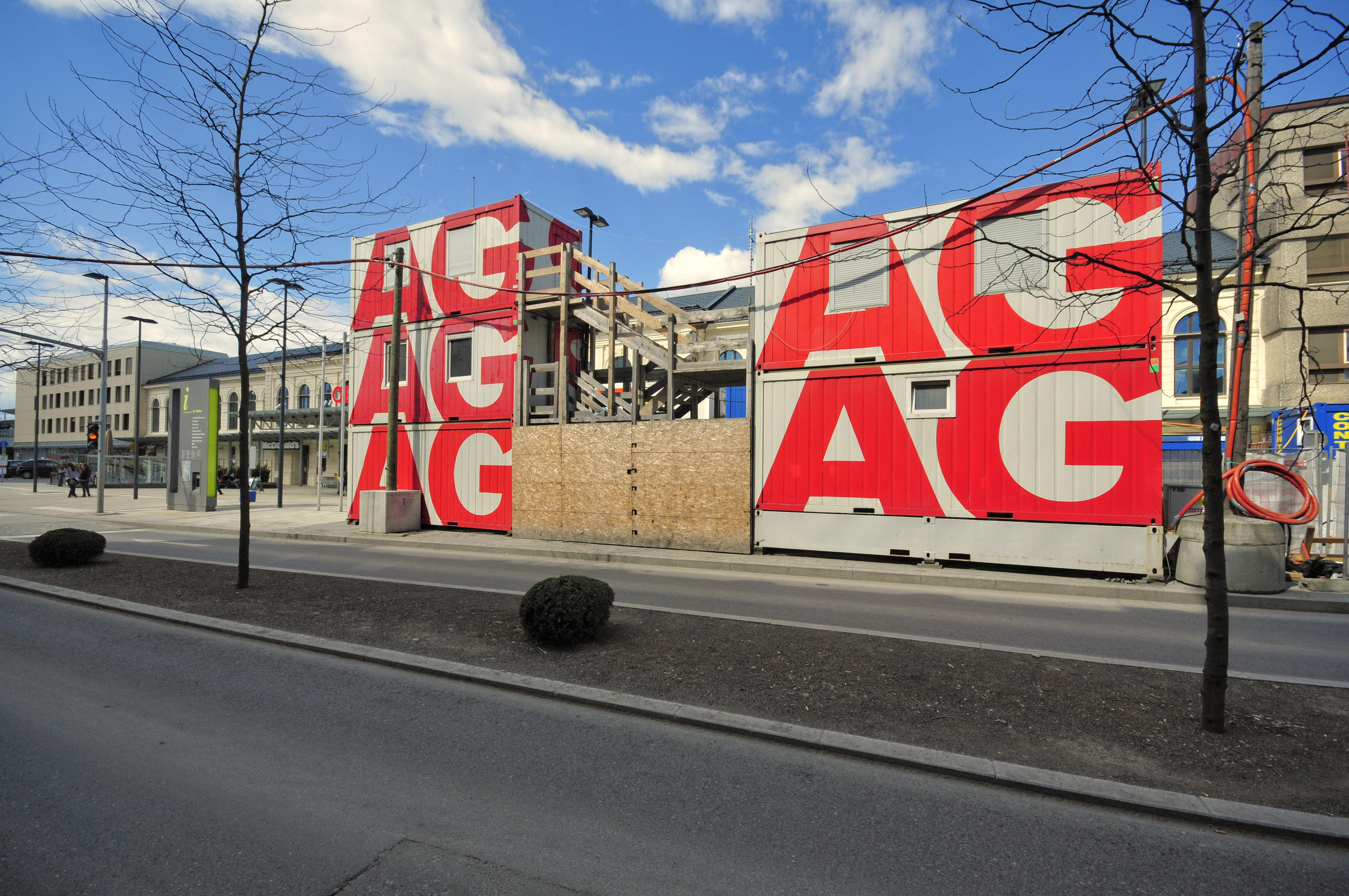
die Bauarbeiten hielten auch 2013 noch an

Der Bahnhof nach dem Umbau
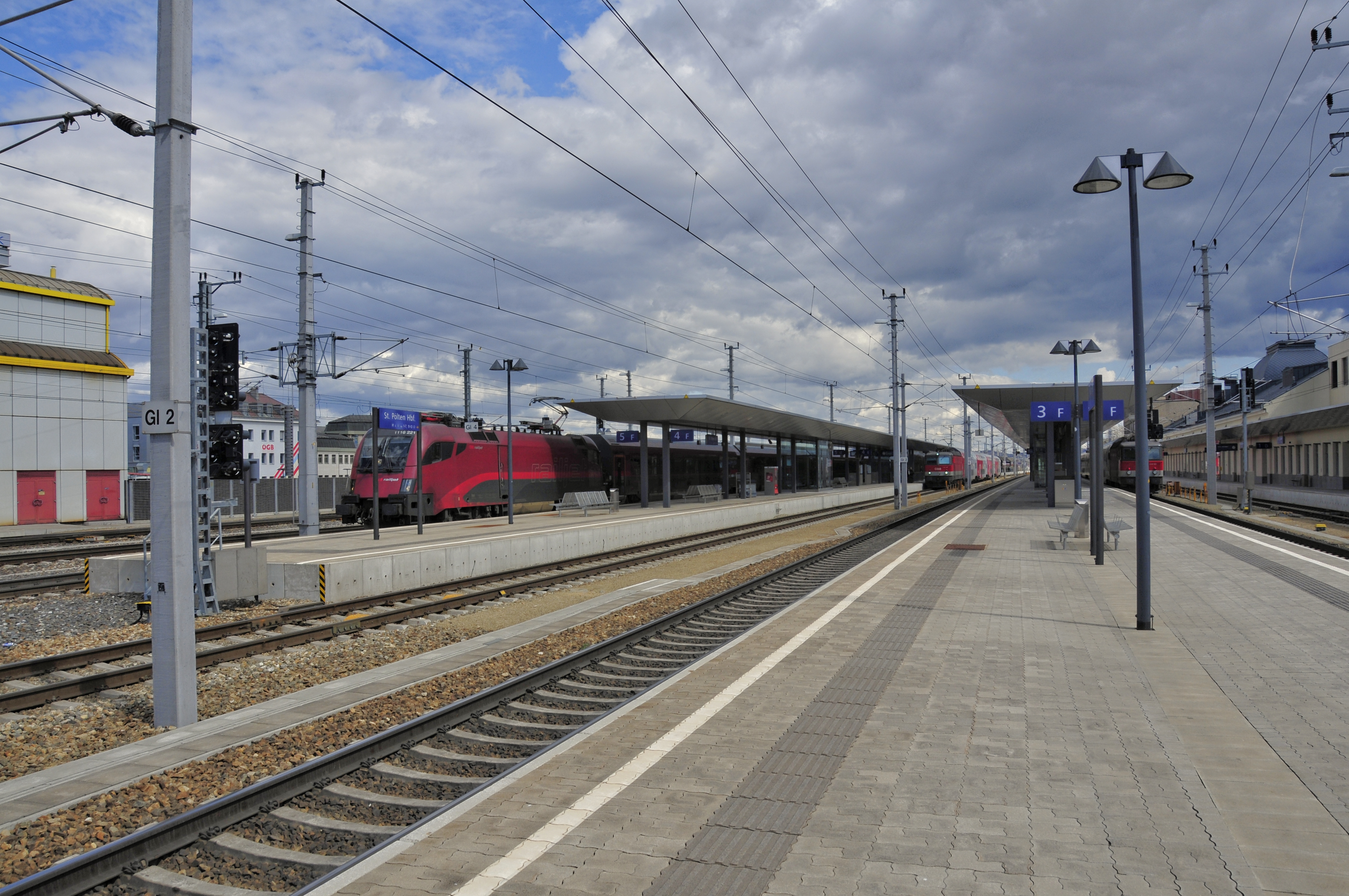
neue Bahnsteige
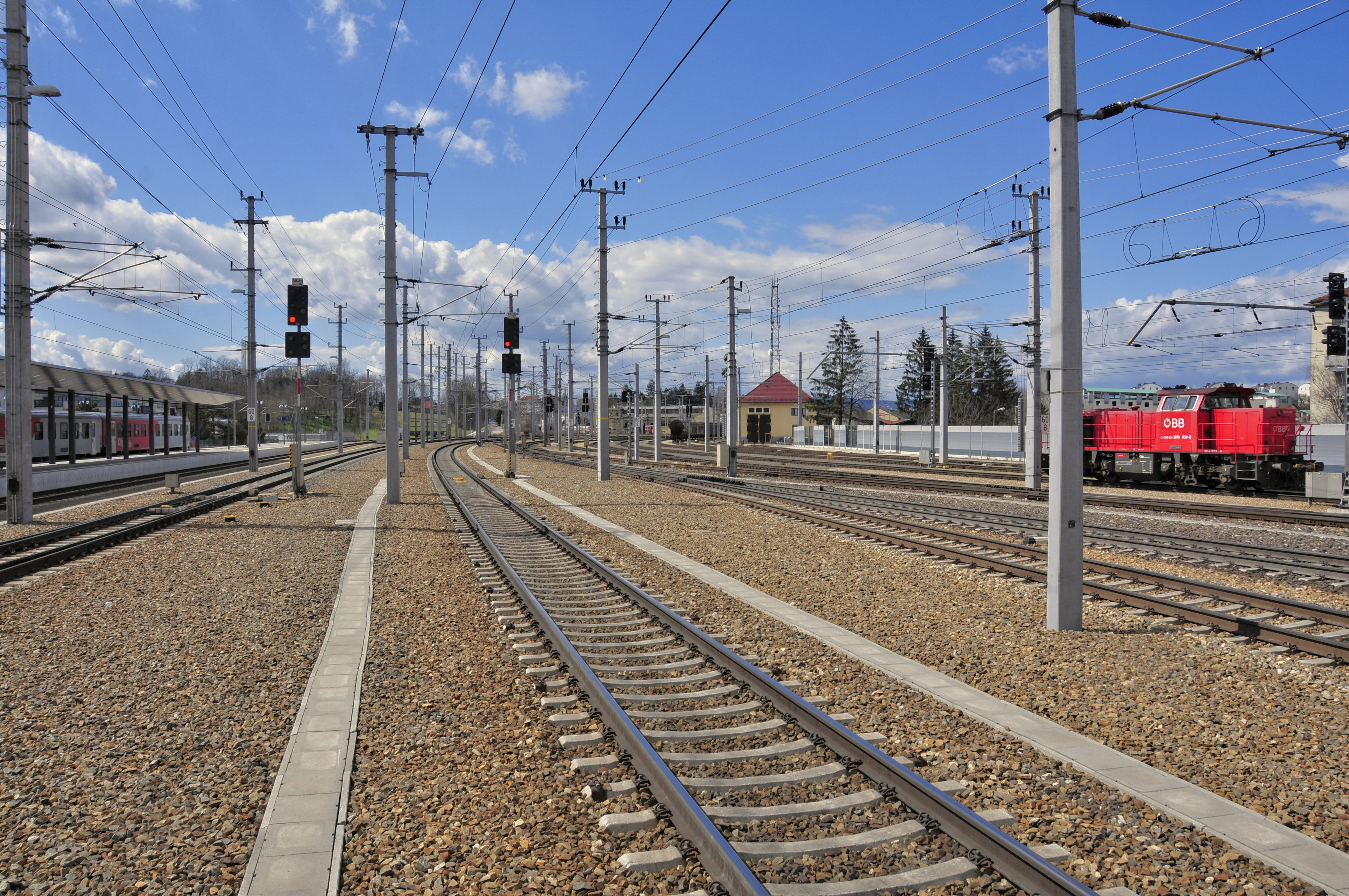
neue Gleisanlagen
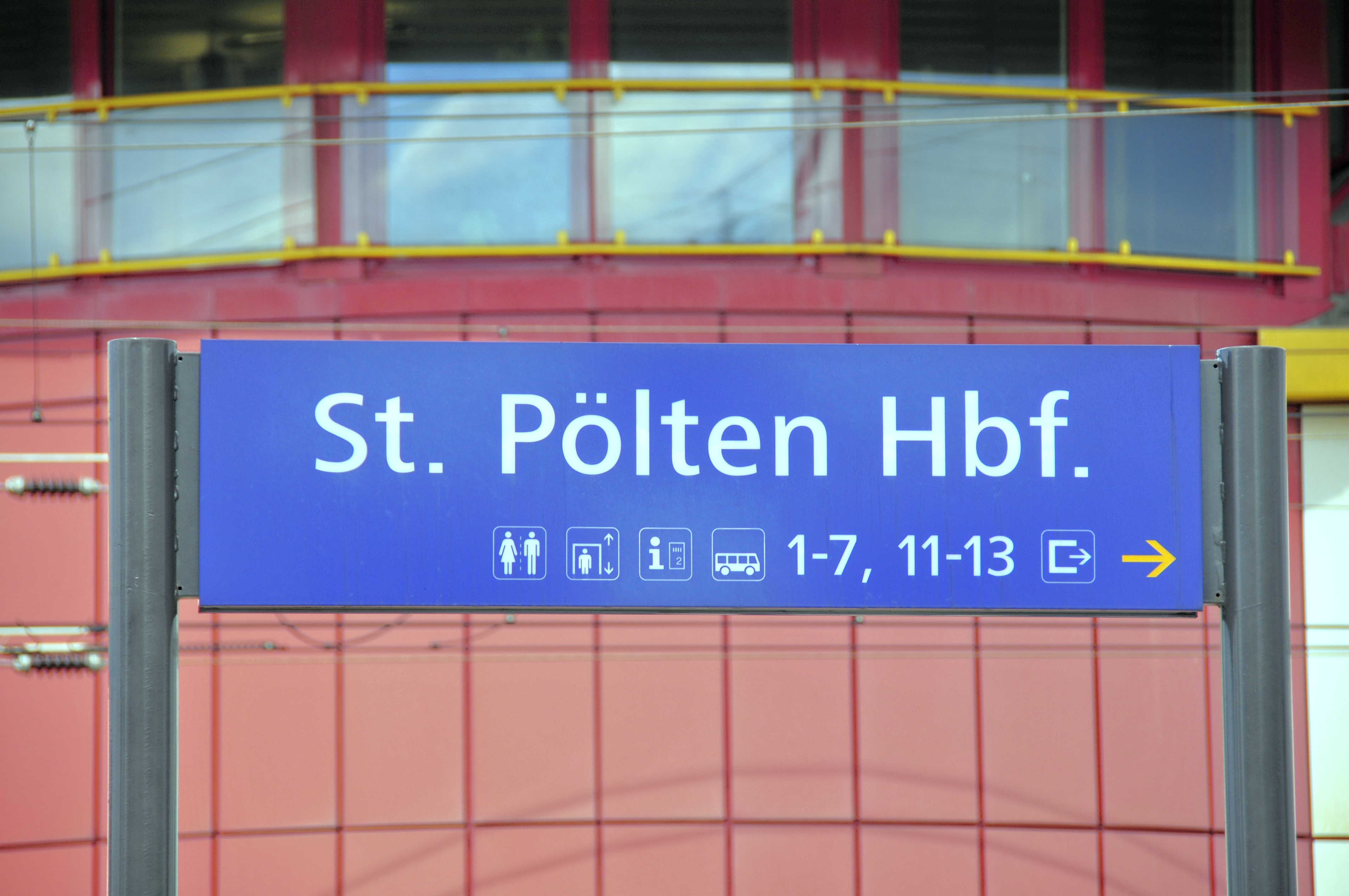
neue Schilder
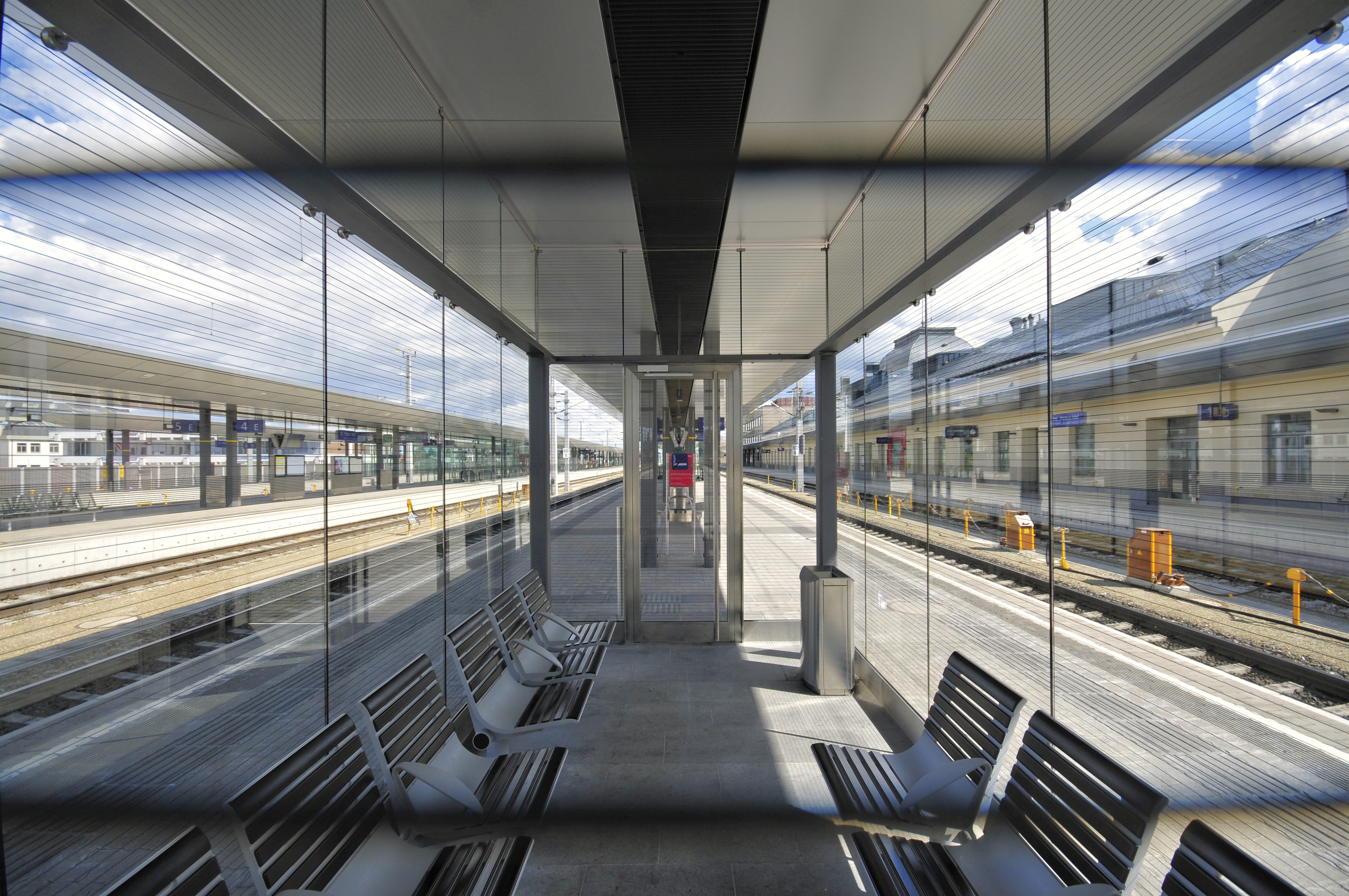
neue Wartebereiche
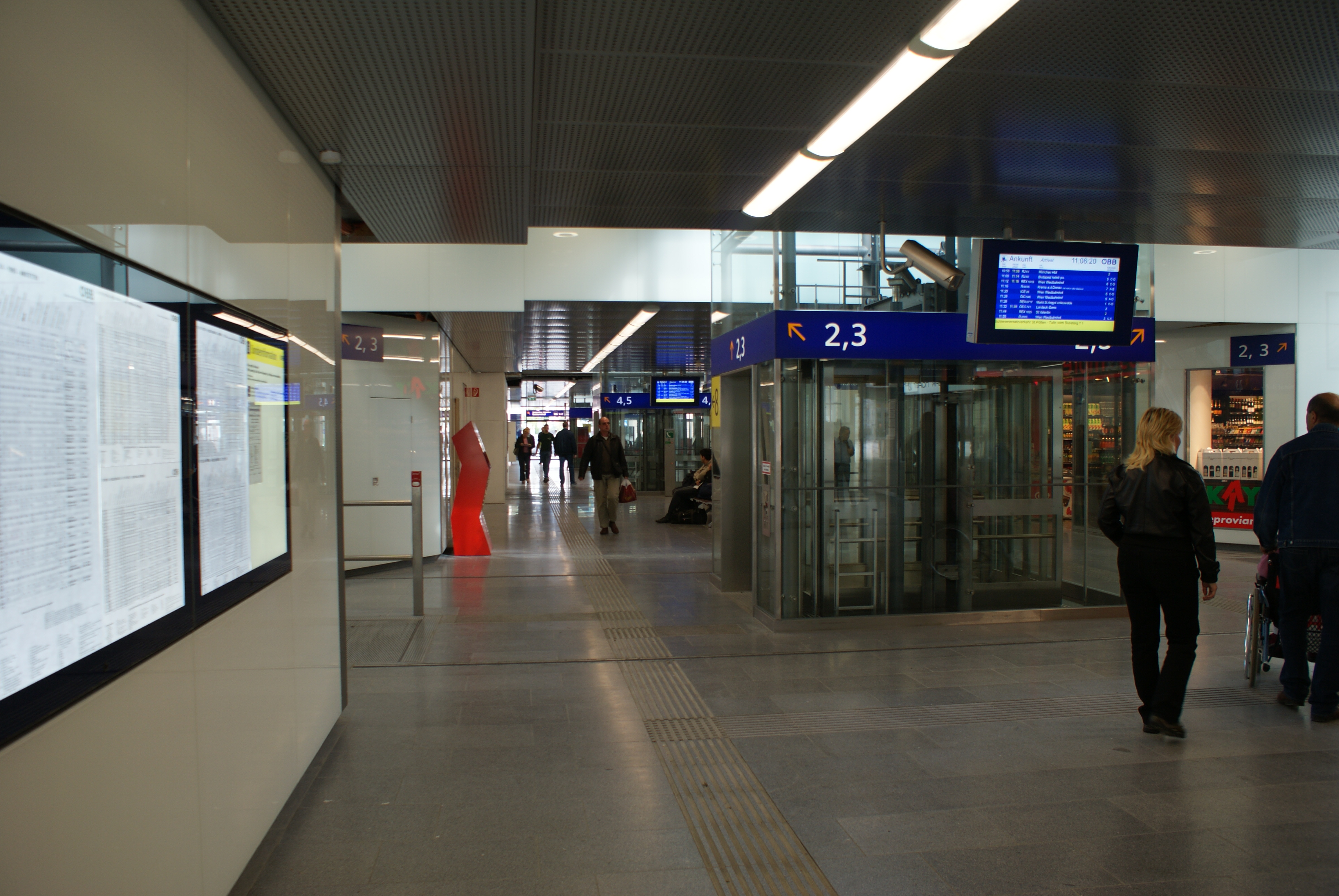
neue Passage

## Verkehr
In St. Pölten Hbf halten mit wenigen Ausnahmen alle Fern- und Regionalverkehrszüge. Aufgrund seiner Lage sowohl an der bestehenden österreichischen Westbahn als auch an deren Neubaustrecke stellt der Bahnhof einen Haltepunkt der Magistrale für Europa von Paris nach Bratislava/Budapest dar. Die wichtigste Verbindung sind die Züge Richtung Wien. Es verkehren aber auch Regional-Express-Züge und Regionalzüge sowohl Richtung Wien als auch Richtung Amstetten und Linz. Außerdem werden manche Züge der Erlauftalbahn von Pöchlarn bis St. Pölten durchgebunden.
Der Bahnhof ist Ausgangspunkt von drei Bahnstrecken für den Regionalverkehr:
- Traisentalbahn (Leobersdorfer Bahn): Diese nicht elektrifizierte Strecke führt Richtung Süden. Im Stadtgebiet von St. Pölten liegen noch sechs Stationen (St. Pölten Alpenbahnhof, St. Pölten Porschestraße, Spratzern Haltestelle, Spratzern, Hart-Wörth und St. Georgen). In Traisen teilt sich die Bahn: Ein Ast führt nach Hainfeld (und früher weiter bis nach Leobersdorf an der Südbahn), der andere nach Lilienfeld und St. Aegyd am Neuwalde.
- Tullnerfelder Bahn: Diese elektrifizierte Strecke führt Richtung Norden über Herzogenburg und durch das Tullnerfeld bis nach Tulln an der Franz-Josefs-Bahn. Im Stadtgebiet liegt noch die vor ein paar Jahren neu errichtete Haltestelle St. Pölten Traisenpark und die Stationen Viehofen, Oberradlberg und Unterradlberg. In Herzogenburg zweigt die nicht elektrifizierte Strecke nach Krems ab. Der zweigleisige Ausbau zwischen St. Pölten und Herzogenburg ist geplant.
- Mariazellerbahn: Die schmalspurige und elektrifizierte Bahnstrecke führt mit abweichendem Taktfahrplan Richtung Süden bis in den steirischen Wallfahrtsort Mariazell. In Ober-Grafendorf zweigte eine nicht elektrifizierte Linie nach Mank, die sogenannte Krumpe ab. Ende 2010 wurde sie stillgelegt und durch Busverkehr ersetzt.

### Fernverkehr
| Linie             | Strecke | Taktfrequenz                                                |
| ----------------- | --- | ----------------------------------------------------------- |
| Xpress            | München – Salzburg Hbf – Linz Hbf – St. Pölten Hbf – Wien Hbf (– Budapest Keleti pu.) | Railjet Xpress im Stundentakt, zusätzlich einzelne ICE-Züge |
| Intercity-Express | Frankfurt (Main) Hbf – Frankfurt (Main) Flughafen – Würzburg Hbf – Nürnberg Hbf – Regensburg Hbf – Plattling – Passau Hbf – Wels Hbf – Linz Hbf – St. Pölten Hbf – Wien Meidling – Wien Hbf | 2-Stunden-Takt                                              |
| Railjet           | (Zürich HB – Feldkirch – Innsbruck Hbf – Rosenheim) Salzburg Hbf – Wels Hbf – Linz Hbf – St. Pölten Hbf – Wien Meidling – Wien Hauptbahnhof – Flughafen Wien | 1-Stunden-Takt                                              |
| 296/297           | Warnemünde – Rostock Hbf – Berlin Hbf – Leipzig Hbf – Nürnberg Hbf – Regensburg Hbf – Plattling – Passau Hbf – Schärding – Wels Hbf – Linz Hbf – St. Pölten Hbf – Wien Meidling – Wien Hbf | Ein Zugpaar über Nacht                                      |
| D 1018/1019       | Wien Westbahnhof – St. Pölten Hbf – Linz Hbf – Attnang-Puchheim – Gmunden – Altmünster – Ebensee Landungsplatz – Bad Ischl – Bad Goisern – Steeg-Gosau – Hallstatt – Obertraun-Dachsteinhöhlen – Bad Aussee – Kainisch – Bad Mitterndorf-Heilbrunn – Bad Mitterndorf – Tauplitz – Stainach-Irdning | Ein Zugpaar täglich                                         |
| WESTbahn          | Salzburg Hbf – Attnang-Puchheim – Wels Hbf – Linz Hbf – Amstetten – St. Pölten Hbf – Wien Hütteldorf – Wien Westbahnhof | 1-Stunden-Takt                                              |
| 462/463           | Budapest Keleti – Kelenföld – Tatabánya – Győr – Mosonmagyaróvár – Hegyeshalom – Wien Hbf – Wien Meidling – St. Pölten Hbf – Linz Hbf – Salzburg Hbf – Rosenheim – München Ost – München Hbf (mit Kurswagen aus Bukarest)                                                                          | Ein Zugpaar über Nacht                                      |
| 466/467           | Budapest Keleti – Kelenföld – Tatabánya – Győr – Mosonmagyaróvár – Hegyeshalom – Wien Hbf – Wien Meidling – St. Pölten Hbf – Linz Hbf – Salzburg Hbf – Innsbruck Hbf – Bludenz – Feldkirch – Buchs SG – Sargans – Zürich HB                                                                        | Ein Zugpaar über Nacht                                      |
| 490/491           | Wien Hbf – Wien Meidling – St. Pölten Hbf – Linz Hbf – Wels Hbf – Passau Hbf – Regensburg Hbf – Nürnberg Hbf – Würzburg Hbf – Göttingen – Hannover Hbf – Hamburg-Harburg – Hamburg Hbf – Hamburg Dammtor – Hamburg-Altona                                                                          | Ein Zugpaar über Nacht                                      |

### Regionalverkehr
| Linie           | Strecke                                                 |
| --------------- | ------------------------------------------------------- |
| CJX5            | Wien Westbahnhof – St. Pölten Hbf – Amstetten           |
| REX51           | Wien Westbahnhof – Neulengbach – St. Pölten Hbf         |
| R52             | St. Pölten Hbf – Pöchlarn                               |
| REX44 R44       | St. Pölten Hbf – Krems/Donau – Horn – (Sigmundsherberg) |
| R52 (R57 REX57) | St. Pölten Hbf – Pöchlarn (– Scheibbs)                  |
| R54             | St. Pölten Hbf – Hainfeld NÖ                            |
| R55             | St. Pölten Hbf – Schrambach                             |
| R56             | St. Pölten Hbf – Laubenbachmühle – Mariazell            |

### Schnellbahnverkehr
| Linie | Strecke                                              |
| ----- | ---------------------------------------------------- |
| S40   | Wien Franz-Josefs-Bahnhof – Tulln – (St. Pölten Hbf) |

### Bahnsteige
Die Fernverkehrszüge der Westbahnstrecke nutzen hauptsächlich die Bahnsteige 3 und 5 (ausweichend manchmal auch 2 und 4), die Nahverkehrszüge der Westbahnstrecke nutzen die Bahnsteige 2, 4 und 6,  die der Leobersdorfer Bahn die Bahnsteige 1 und 2. Die Tullnerfeldbahn nach Krems verwendet die Bahnsteige 6 und 7. Die S-Bahn nach Wien Franz-Josefs-Bahnhof nutzt den Bahnsteig 7. Die Züge der Mariazeller Bahn fahren am Stumpfgleis 12 oder 13 ab. Außerdem gibt es ein Ersatzgleis am Bahnsteig 11. Ein weiteres Gleis 10 (ohne Bahnsteig) wird von Güterzügen, die von der Tullnerfelder Bahn kommen, und anderen Zügen, die im Bahnhof nicht halten, genutzt.

## Personen

### Vorstände (Auszug)
- Ludwig Lehr (bis 1932)
- Josef Hagel (1932 bis 1937)
- Josef Rabenseifner (bis 1970), Vorstand 1968[3]
- Alfred Netik (1970 bis 1975)
- Rudolf Grübl (1975 bis 1981)
- Hermann Binder (1981 bis 1985), Vorstand 1984[4]
- Johann Aumann (1985 bis 1987)
- Leopold Kraushofer (1987 bis 1992)
- Kurt Seltenhneim (1992 bis 1995)

### Mitarbeiter
- Hermann Weber (1939–2017), Fahrdienstleiter und späterer Leiter mehrerer Sektionen in verschiedenen Bundesministerien[5]